# ReVolta de 2021
La reVolta de 2021, va ser la segona edició de la reVolta, la prova femenina de la Volta Ciclista a Catalunya. La noruega Katrine Aalerud (Movistar Team) es va imposar a l'esprint a la seva compatriota Vita Heine (Massi-Tactic) i a la russa Anna Baidak (Eneikat-RBH Global Martin).

## Recorregut
Celebrada el 30 de maig de 2021 en un circuit amb inici i fi a Sant Cugat del Vallès, va plantejar un recorregut el triple de llarg del de la primera edició (97,1 km) en un recorregut que començava i acabava a l’avinguda del Pla del Vinyet de Sant Cugat del Vallès i que va transcórrer per les comarques del Vallès Occidental, el Baix Llobregat, l'Anoia i l'Alt Penedès. Abans d'afrontar els dos ports de muntanya de la prova, al quilòmetre 33, el pilot va passar pel primer esprint intermedi (Piera). Posteriorment, van superar l'Alt de Capçuda, de tercera categoria, i l'Alt de la Creu d’Aragall, de primera, amb 6,7 km de pujada, un desnivell mitjà del 6,2% i un tram de 13% de pendent. Després de coronar la segona dificultat orogràfica, afrontaven el darrer terç de la cursa (30 km) i el segon esprint intermedi, situat a Corbera de Llobregat a 22 km de la línia d’arribada.

## Classificacions
Després de rodar en pilot, es va seleccionar un grup de corredores durant l'ascensió a la Creu d'Aragall. Katrine Aalerud i Vita Heine van creuar el port de muntanya en primera i segona posició respectivament i van mantenir-se escapades fins a l'arribada, quan es van jugar el triomf a l'esprint. Anna Baidak va completar el tercer lloc del podi absolut, a la vegada que esdevenia la vencedora de la classificació sub-23.
Per la seva banda, Mireia Benito (Massi-Tactic) va entrar en quarta posició i va guanyar el trofeu de primera corredora catalana de la classificació general. Per equips, el Massi-Tactic va obtenir el primer lloc, seguit pel Movistar i el Laboral Kutxa-Fundación Euskadi. 

### Classificació general
| Classificació General              | Classificació General | Classificació General           | Classificació General |
| Pos.                               | Ciclista              | Equip                           | Temps                 |
| ---------------------------------- | --------------------- | ------------------------------- | --------------------- |
| 1                                  | Katrine Aalerud (NOR) | Movistar Team                   | 2h 39' 12"            |
| 2                                  | Vita Heine (NOR)      | Massi-Tactic Women Team         | mt.                   |
| 3                                  | Anna Baidak (RUS)     | Eneicat-RBH GLOBAL-Martin       | mt.                   |
| 4                                  | Mireia Benito (ESP)   | Massi-Tactic Women Team         | + 1"                  |
| 5                                  | Idoia Eraso (ESP)     | Laboral Kutxa Fundación Euskadi | + 1' 27"              |
| 6                                  | Jelena Eric (SRB)     | Movistar Team                   | + 1' 27"              |
| 7                                  | Iris Gómez (ESP)      | Catema.cat                      | + 2' 44"              |
| 8                                  | Usoa Ostolaza (ESP)   | Laboral Kutxa Fundación Euskadi | + 2' 44"              |
| 9                                  | Eukene Larrarte (ESP) | Laboral Kutxa Fundación Euskadi | + 2' 44"              |
| 10                                 | Alicia González (ESP) | Movistar Team                   | + 2' 44"              |
| 86 inscrites, 23 acabaren la cursa |                       |                                 |                       |

A més de la classificació general, també es disputà un Premi de Muntanya i un altre d'Esprints Intermedis. La competició també fou puntuable per a la Copa Catalana Fèmines Elit Sub-23.

### Premi de Muntanya
Hi havia dos ports puntuables: 
- 3a categoria (Alt de Capçuda) que puntuava 3,2 i 1 punts a les tres primeres corredores que el creuaren;
- 1a categoria (Alt de la Creu d'Aragall) que puntuava 10, 8,6 i 4 punts a les quatre primeres corredores que el creuaren.

| Classificació de la muntanya | Classificació de la muntanya | Classificació de la muntanya    | Classificació de la muntanya |
| Pos.                         | Ciclista                     | Equip                           | Punts                        |
| ---------------------------- | ---------------------------- | ------------------------------- | ---------------------------- |
| 1                            | Vita Heine (NOR)             | Massi-Tactic Women Team         | 10                           |
| 2                            | Katrine Aalerud (NOR)        | Movistar Team                   | 8                            |
| 3                            | Anna Baidak (RUS)            | Eneicat-RBH GLOBAL-Martin       | 6                            |
| 4                            | Mireia Benito (ESP)          | Massi-Tactic Women Team         | 4                            |
| 5                            | Usoa Ostolaza (ESP)          | Laboral Kutxa Fundación Euskadi | 3                            |
| 6                            | Jelena Eric (SRB)            | Movistar Team                   | 2                            |

### Esprints Intermedis
Es van disputar dos esprints puntuables amb 3,2 i 1 punt.
| Esprints especials | Esprints especials         | Esprints especials      | Esprints especials |
| Pos.               | Ciclista                   | Equip                   | Punts              |
| ------------------ | -------------------------- | ----------------------- | ------------------ |
| 1                  | Vita Heine (NOR)           | Massi-Tactic Women Team | 5                  |
| 2                  | Mireia Benito (ESP)        | Massi-Tactic Women Team | 3                  |
| 3                  | Alicia González (ESP)      | Movistar Team           | 2                  |
| 4                  | Katrine Aalerud (NOR)      | Movistar Team           | 1                  |
| 5                  | Agua Marina Espínola (PAR) | Massi-Tactic Women Team | 1                  |